# 神奈川中央交通舞岡営業所
神奈川中央交通舞岡営業所（かながわちゅうおうこうつうまいおかえいぎょうしょ）は、神奈川県横浜市戸塚区舞岡町にある神奈川中央交通の営業所。営業所を表す略号は「お」。最寄り停留所名は「舞岡」。
2011年10月16日から横浜営業所舞岡操車所に格下げされ、横浜神奈交バスへ管理委託していた。
2017年1月1日、神奈中グループの営業所再編に伴い、神奈川中央交通直営の舞岡営業所へ戻された。

## 概要
営業所略号は、舞岡営業所→横浜営業所舞岡操車所時代からの「お」を継承している。町田営業所が「ま」、伊勢原営業所が「い」を使用するため、舞岡営業所は「お」を使用している。
戸塚駅東口・東戸塚駅東口発着路線を中心に、南は上永谷駅・上大岡駅方面、東は横浜駅方面、西は相鉄いずみ野線に至るまで、広い運行エリアを持つ。
戸塚駅西口（戸塚バスセンター）発着路線は、横浜市泉区に所在する戸塚営業所が担当し、当営業所は担当しない。
大和営業所とともに、横浜市営バスから多くの路線を移譲されて管轄エリアが拡大し、担当路線の規模は大和営業所に次いで2番目となった。近年では、横浜営業所（横浜市栄区に所在）の管轄範囲内である磯子地区へも進出した。
2001年の横浜営業所笹下操車場の廃止以後は担当路線が急激に増加し、それまで横浜営業所笹下操車場担当エリアで共管に加わっていた30・71・203系統以外にも横浜営業所笹下操車場の担当していた路線（※ただし、62系統・中53・中54系統等の横浜市北部路線を含むこれらの路線群は全て当営業所に一度移管された後、共同運行を経て現在では全て中山営業所の担当である。）と横浜市営バスの路線を引き継ぎ、路線網を拡大している。

## 沿革
- 1963年5月10日 - 神奈川中央交通舞岡営業所として開設。
- 1964年3月31日 - 整備工場、寄宿舎を竣工。
- 1990年3月26日 - 管内全路線で神奈中バスカードを利用開始。
- 1992年 - 管内全路線でバス共通カードに対応。
- 1995年 - 横浜駅～横浜パークタウン間に臨時の買物バスを運行。
- 1999年9月13日 - 戸12・15～17・19・20・39・40を戸塚営業所へ移管（戸40は上飯田車庫まで延伸させて戸13へ変更）、戸18を廃止し、上202～204を横浜から移管。
- 2000年

月日不明 - 戸12・39を戸塚より再移管、30・71系統の一部を横浜営業所から移管。
10月18日 - 横浜神奈交バスに東04、戸09の一部、戸34・37を移管。
- 2001年

月日不明 - 上31（初代）・横51・52、中50・53・62と横61（一部）を横浜営業所から。
12月16日 - 横47新設。上31、横51・52、中50・53・62を横浜営業所から全面移管。横61は延長し港61に変更の上、横浜営業所の単独運行となる。
- 2002年12月23日 - 戸04を廃止。上96の大部分を、新設した30系統の上永谷駅折返便に振り替える。
- 2003年

3月28日 - 東05・11を廃止。
10月20日 - 東01を新設。204、上31（初代）、東07・09・16、横41、戸27～29、保04・05と横44の井土ヶ谷下町始発便を廃止。戸12・39は戸塚へ再移管。
10月27日 - 東50を新設。
- 2005年

4月25日 - 69系統と上07が廃止。
7月4日 - 横浜市営バスより30・71・203系統の一部を移譲される。
9月27日 - 支払い方式を両替式から釣銭方式に変更。
11月28日 - 横浜市営バスより30・71・203の休日全便と平日・土曜の一部を移譲。横47を廃止し、横51・52、中53・62を大和と共管化。
- 2006年

1月30日 - 横浜市営バスより30系統（京急ニュータウン発着を除く）、71・203・206系統を全便移譲される。
3月27日 - 横浜市営バスより77系統を移譲。横51・52、中50・53・62を大和営業所へ移管。
5月1日 - 上96・上202、30・71・203・206と東50・55で、GPSによるバスロケーションシステムを導入。
- 2007年

2月26日 - 東10（緑園都市駅方向）が前乗り先払い式に変更となり、管内全路線で先払い方式となる。
4月1日 - 横浜市営バスより11・60系統の全便を移譲。
- 2008年

11月3日 - PASMO運用開始。
- 2009年3月16日 - 井土ヶ谷下町発着便の井土ヶ谷停留所を廃止し、鶴巻停留所に統合。
- 2010年3月1日 - 管内全路線でGPSによるバスロケーションシステムを導入。
- 2011年

10月11日 - 上31（二代）の実証運行開始。
10月16日 - 横浜営業所舞岡操車所に格下げとなり、全路線・全車両を横浜神奈交バスに管理委託。一部の特定契約路線は戸塚営業所へ移管。30系統の上大岡駅 - 吉原 - 上永谷駅の区間便を設定。
12月9日 - 上31（二代）の実証運行終了。
- 2012年

4月2日 - 上31（二代）が正式運行開始。
9月3日 - 舞01運行開始。
- 2016年2月8日 - 横浜市南区役所の移転に伴い戸45の運行を開始[5]。
- 2017年1月1日 - 神奈川中央交通グループの会社再編に伴い[1][2]、横浜神奈交バスへの管理委託を解消し、神奈川中央交通直営の営業所[2]に復帰した。

## 現行路線

### YAMATE LINER（桜木町駅 - 保土ケ谷駅方面）
- 11：桜木町駅前- 日本大通り駅県庁前 - 中華街入口 - 港の見える丘公園前 - 平楽中学校前 - 蒔田駅前 - 井土ヶ谷駅前 - 保土ケ谷駅東口

桜木町駅から中華街・蒔田駅・井土ヶ谷駅を経由して保土ケ谷駅へ向かう路線で、通称「YAMATE LINER」と呼ばれる。2007年4月1日に「横浜市生活交通バス路線維持制度対象路線」に指定されたことで横浜市営バス滝頭営業所より移管され、当路線専用塗装が施されたノンステップバスが専属で運行されるが、11系統の独自区間（港の見える丘公園前 - 蒔田駅前）の停留所にも車体と同様のカラーリングが施されている。車内放送では英語のアナウンスも流れて行先表示にローマ字が表記されるほか、神奈川中央交通での運行開始当初からGPSによるバスロケーションシステムの導入により位置情報が確認できるなど、他路線とはかなり区別された特別感ある路線となっている。
桜木町駅前 - 港の見える丘公園前間と、蒔田駅前、中村橋、井土ヶ谷駅、保土ヶ谷駅周辺を除き、基本的に神奈川中央交通を含む他路線と並走する区間が存在せず、全体的に独自の区間を多く含む路線である。横浜市営時代は多数の区間便が存在したが、移管に伴い通し便のみの運行となり、運行形態はかなりシンプルになった。
基本的に専用塗装車での運行とされ、故障や検査などで走行不可の場合は「KANACHU-BUS」へロゴを変更した元専用車や、神奈中の一般塗装車が代走することもあるが、専用塗装車がある程度在籍しているため、これらの代走はほぼ見られない。
この路線の途中には路線バス専用の信号機が3ヶ所設置されている。この信号機は狭隘区間を走るバスが区間内で立ち往生するのを防ぐために設置しているもので、正面からバスが来る場合は進入禁止を示すために「×」印が点灯、進入可能の場合は×の下半分を利用して「↑」の形が点灯する。
60系統（後述）と同様、経路上に戸01・東01・井11・井12が発着している「井土ヶ谷下町」停留所と同名の「井土ヶ谷下町」が存在するが、こちらは経由せず井土ヶ谷方面へ向かう。

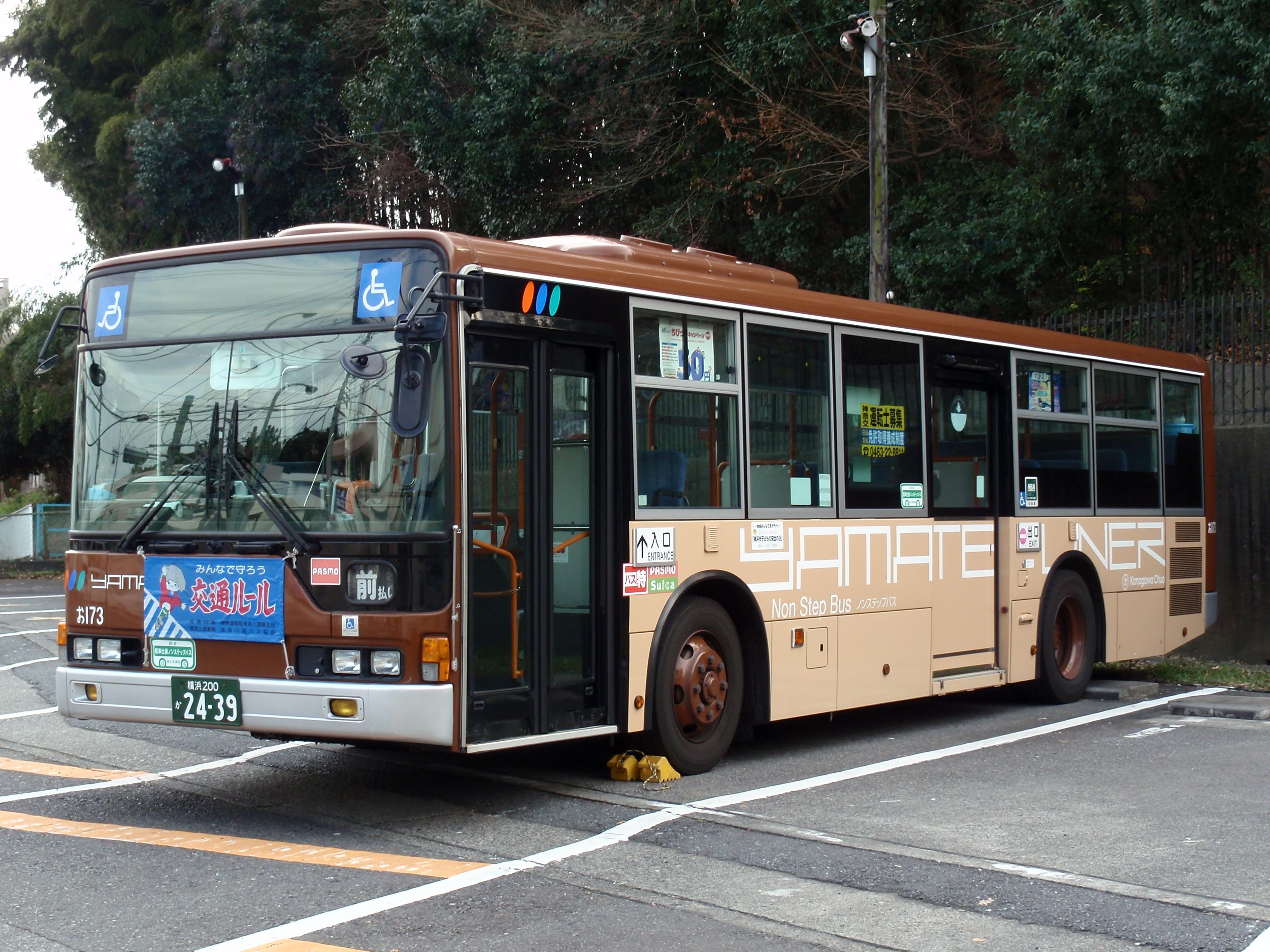
専用車 (お173)
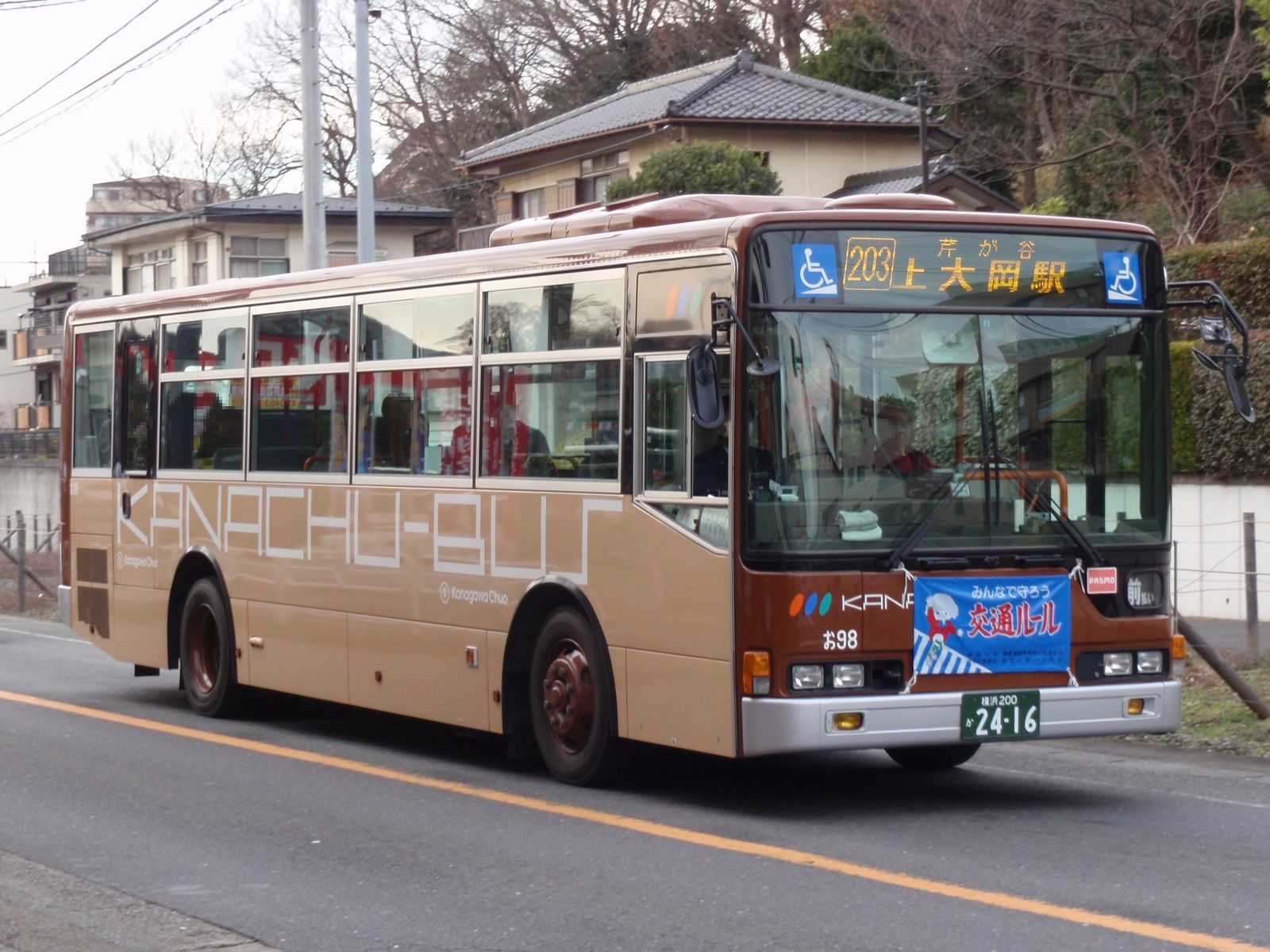
元専用車はロゴが変更されている (お98)
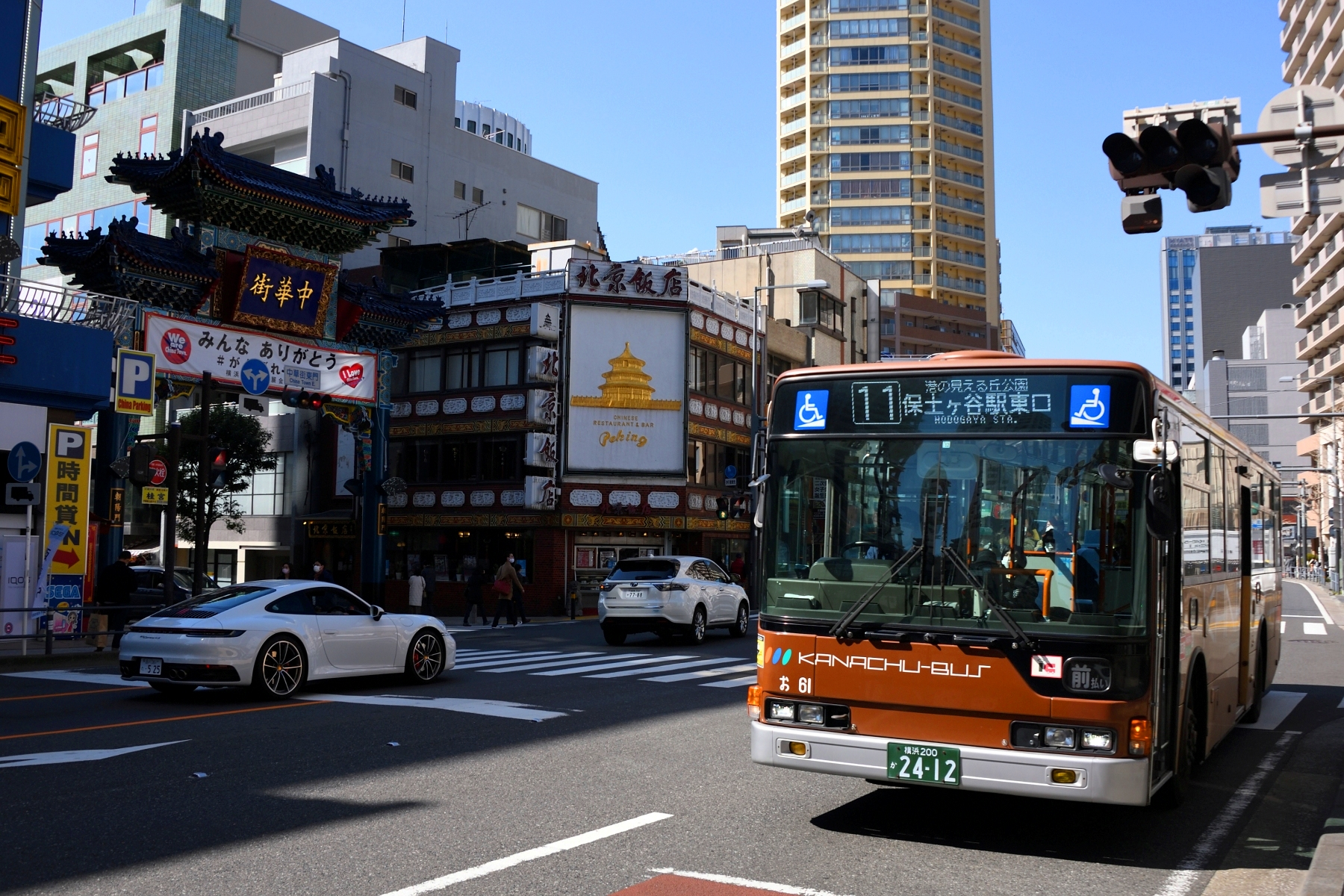
中華街付近を走行する元専用車 (お61)
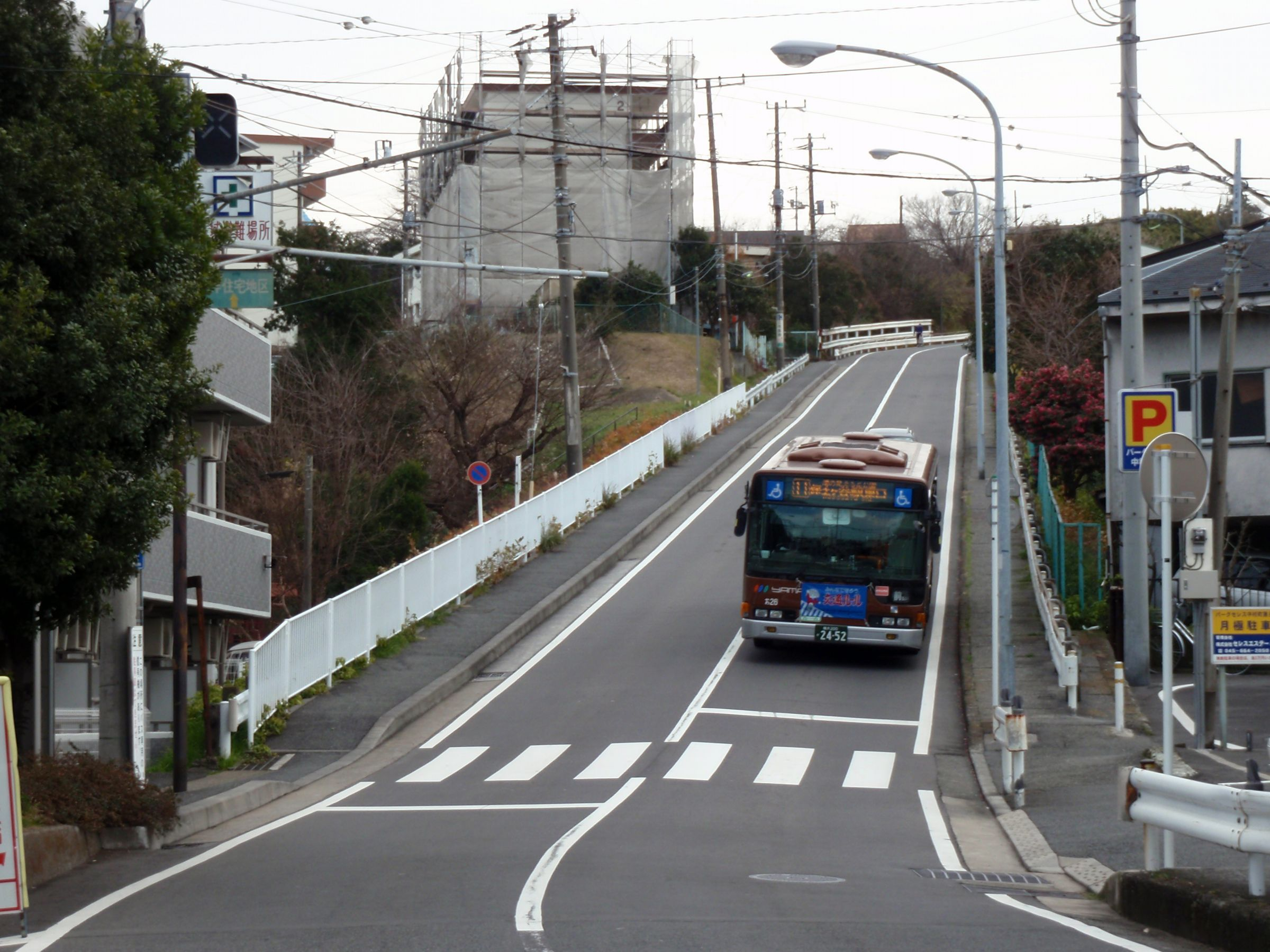
中村橋付近の急坂を下る (お26)
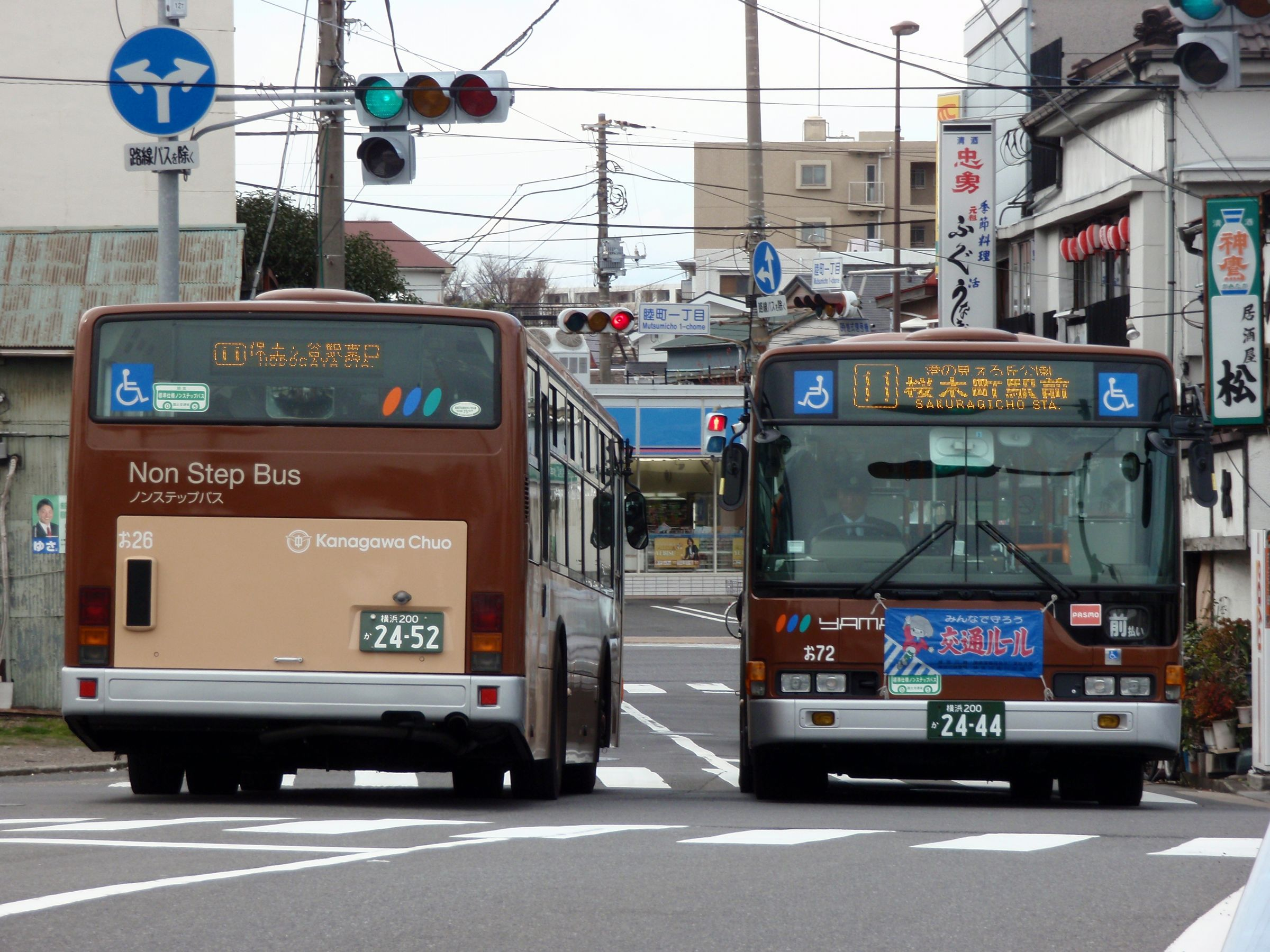
中村橋付近ですれ違う (お26、お72)
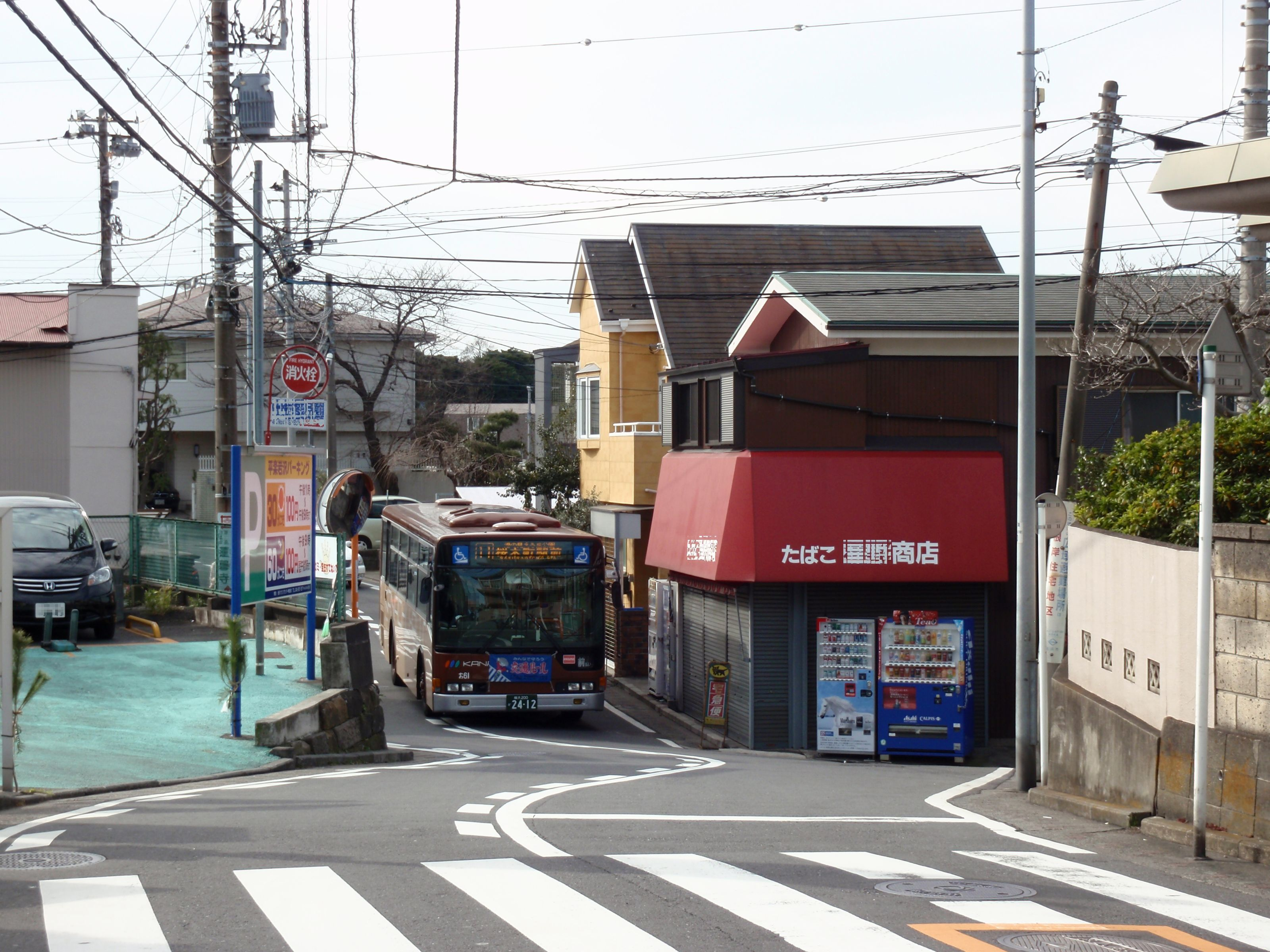
平楽中学校付近 (お61)
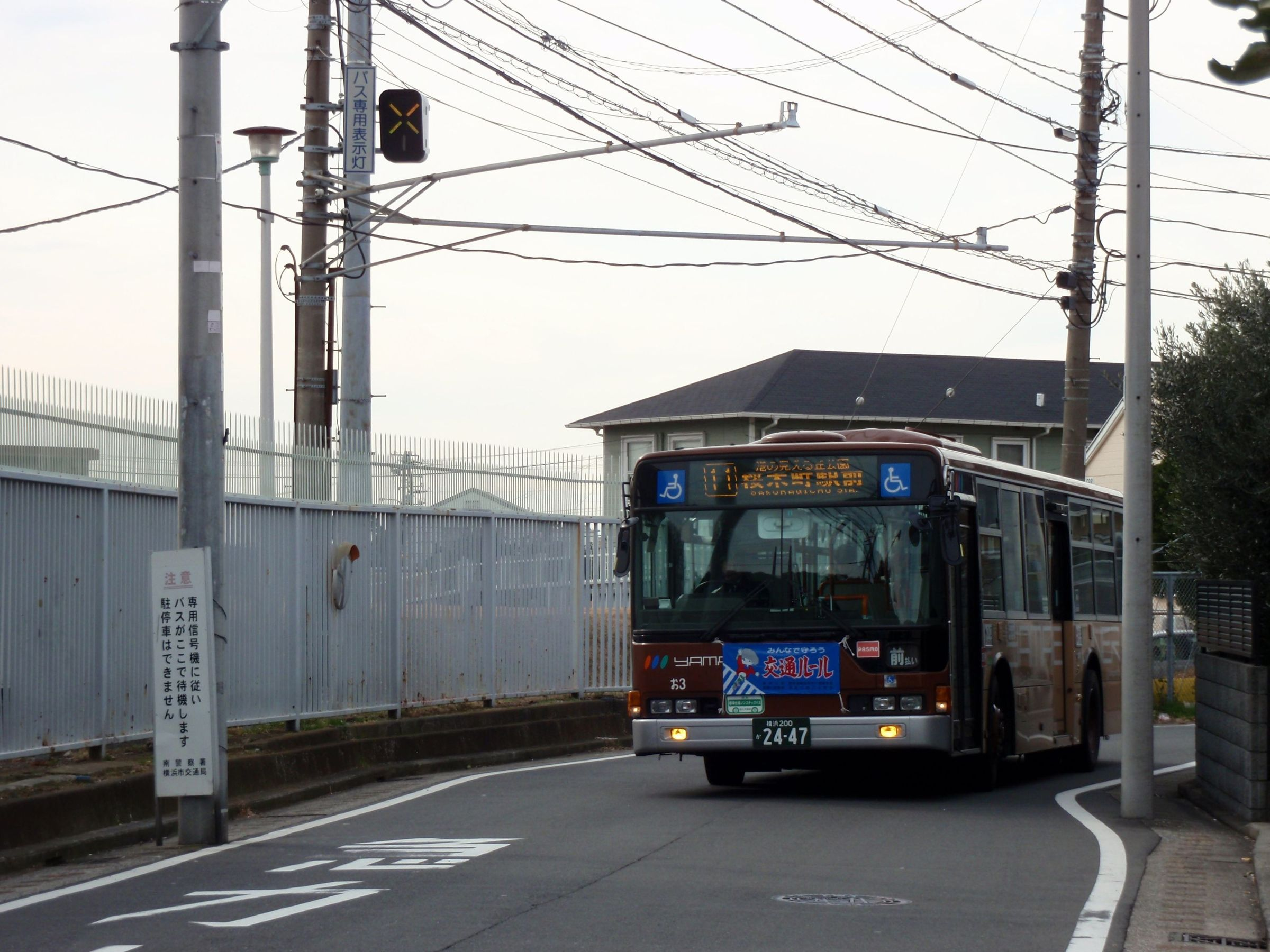
増徳院付近を行く桜木町駅行き (お3)
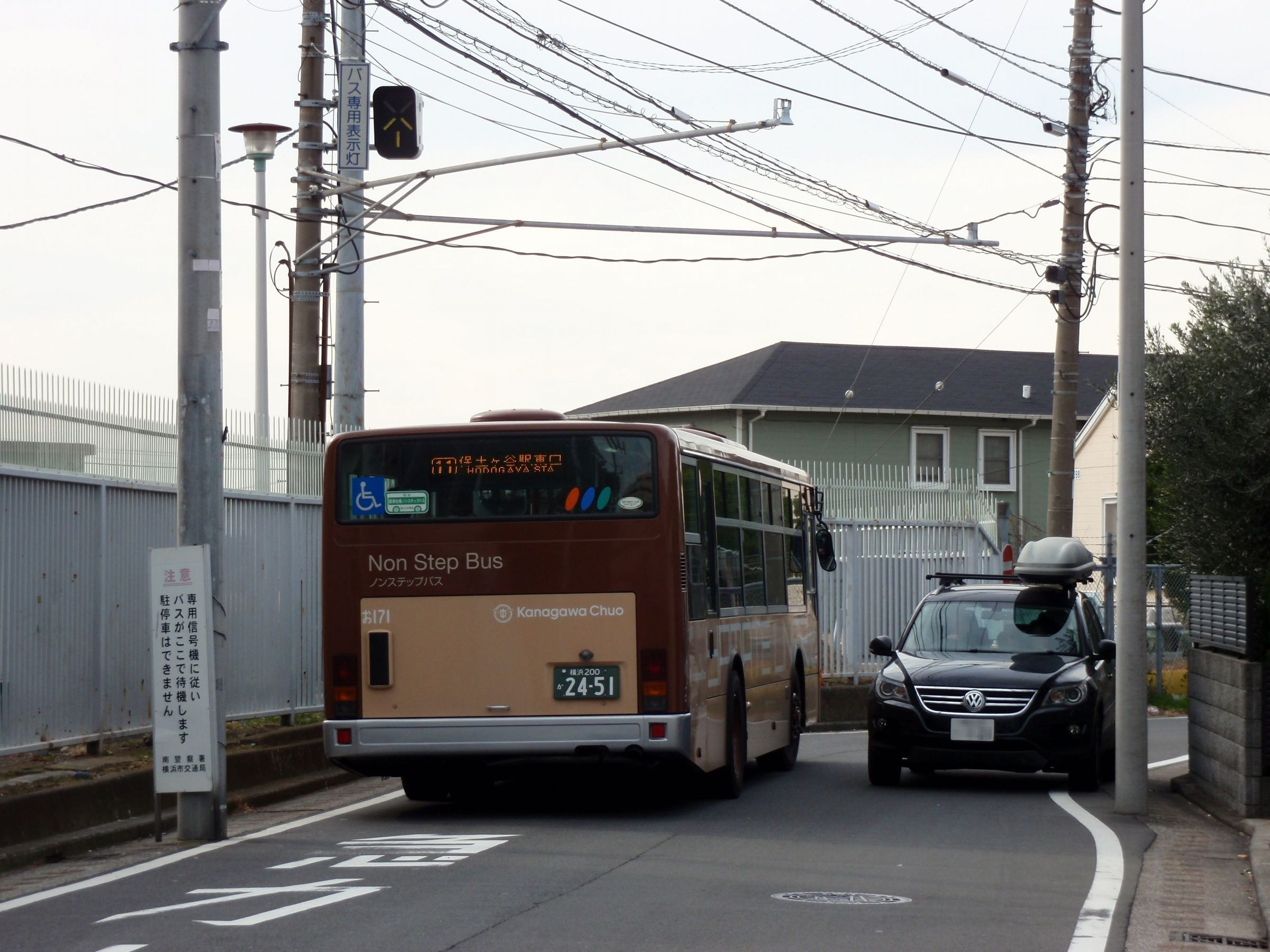
左写真と同位置での保土ケ谷駅行き (お171)

### 戸塚駅東口 - 井土ヶ谷 - 横浜駅方面

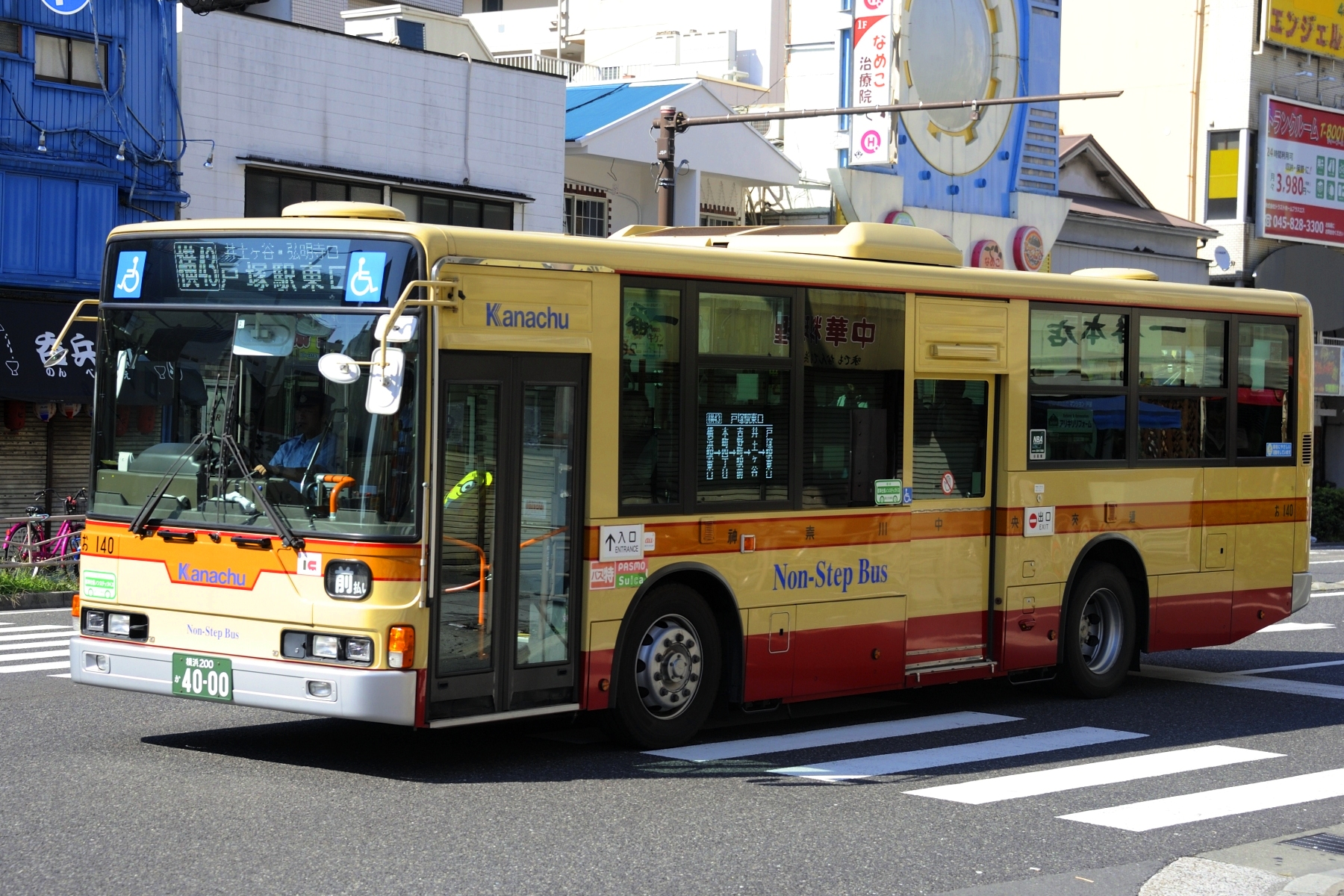
曙町付近の風俗街を行く横43 (お140)

- 横43：横浜駅東口 - 桜木町駅前 - 羽衣町 - 本町四丁目 - 吉野町駅前 - 井土ヶ谷 - 弘明寺口 - 引越坂 - 国道平戸 - 不動坂 - 戸塚駅東口
- 横44：横浜駅東口 - 桜木町駅前 - 羽衣町 - 本町四丁目 - 吉野町駅前 - 井土ヶ谷 - 弘明寺口 - 引越坂 - こども医療センター - 国道平戸 - 不動坂 - 戸塚駅東口
- 戸01：戸塚駅東口 → 不動坂 → 国道平戸 → 引越坂 → 弘明寺口 → 井土ヶ谷 → 井土ヶ谷下町
- 戸01：井土ヶ谷下町 → 井土ヶ谷 → 弘明寺口 → 引越坂 →  国道平戸 → 不動坂 → 戸塚駅東口（土曜・休日運休）
- 戸03：戸塚駅東口 → 不動坂 → 国道平戸 → 引越坂 → 弘明寺口 → 井土ヶ谷 → 本町四丁目 → 県庁入口（休日運休）
- 戸03：本町四丁目 → 井土ヶ谷 → 弘明寺口 → 引越坂 → 国道平戸 → 不動坂 → 戸塚駅東口
- 戸25：こども医療センター → 国道平戸 → 不動坂 → 戸塚駅東口
- 戸45：戸塚駅東口 - 不動坂 - 国道平戸 - こども医療センター - 引越坂 - 弘明寺口 - 井土ヶ谷 - 吉野町駅前 - 南区総合庁舎前 - 市大センター病院前 - 羽衣町 - 本町四丁目 - 桜木町駅前（土曜・休日運休）

戸塚駅から東海道を経由して横浜駅方向へ向かう路線群で、舞岡営業所の主力路線である。横43・44の違いはこども医療センターを経由するか否かのみである。戸45は横浜市南区役所が南区総合庁舎へ移転したことによって2016年2月8日に新設された。横44を桜木町駅発着へ短縮し、阪東橋からやや南下して南区総合庁舎を経由してから戻る経路だが、横43・44と共に長距離路線ゆえに所要時間が長いことから全線を乗り通す乗客は少なく、2022年1月現在は平日日中時間帯の午前と午後に1往復ずつが運行される（戸塚駅8:42発、13:46発）が、京急本線に接続する井土ヶ谷・弘明寺口付近で乗客の大きな入れ替わりがある。なお同様に、南区役所移転により同日付で、本系統と一部区間で経路が重複する相鉄バス旭4の一部便も南区総合庁舎前、市大センター病院前経由に変更されている。
戸01は横43の区間便で、井土ヶ谷下町発は平日早朝6時台から7時台にかけて3便が設定され、戸塚駅発は毎日運行されるものの平日22時台以降、土曜休日は21時30分以降の運行に抑えられている。
戸03はかつては横浜営業所の担当であり、同じく廃止された横浜営業所担当であった戸04と共に県庁入口へのアクセスを担っていた。往路が平日・土曜早朝に1便、復路は平日・土曜に3便と休日に2便設定され、往路のみ休日は運休する。なお、「県庁入口」の乗車停留所は2022年現在も使用しておらず、戸塚駅方向は「本町四丁目」から出発する。
戸25は横44の区間便で、医療センター発のみ毎日早朝数便と平日夜間1本のみの運行である。2022年1月15日のダイヤ改正で、戸塚駅発の便は廃止された。

### 戸塚駅東口 - 狩場町 - 保土ケ谷駅方面
- 横46：横浜駅西口 - 浅間町車庫前 - 洪福寺 - 水道道 - 保土ケ谷駅東口 - 狩場町 - 国道平戸 - 不動坂 - 戸塚駅東口（土曜・休日運休）
- 戸38：戸塚駅東口 - 不動坂 - 国道平戸 - 狩場町 - 保土ケ谷駅東口
- 戸38：戸塚駅東口 → 不動坂 → 国道平戸 → 狩場町 → 保土ケ谷駅東口（深夜バス）
- 保06：保土ケ谷駅東口 - 狩場町 - 国道平戸 - 不動坂
- 保06：保土ケ谷駅東口 → 狩場町 → 国道平戸 → 不動坂（深夜バス）

戸塚駅と保土ヶ谷駅を結ぶ路線群で、横46はその先の横浜駅まで運行されるが、2003年10月20日のダイヤ改正で大多数が戸38へ変更され、2022年1月現在は平日早朝に1往復運行（戸塚駅東口5:36発・横浜駅西口6:31発）のみとなっている。
保06は区間便で、不動坂行きは平日・土曜の深夜バスと土曜・休日午後の数便、保土ヶ谷方向は平日早朝2便と土曜・休日の日中のみ設定されており、深夜バス以外は「YAMATE LINER」（11系統、桜木町駅 - 保土ケ谷駅）の出入庫で運行される。

### 戸塚駅東口 - 秋葉 - 緑園都市駅・東戸塚駅方面
- 戸09：戸塚駅東口 - 不動坂 - 秋葉 - さかえ橋 - 名瀬 - 緑園都市駅
- 戸33：戸塚駅東口 - 不動坂 - 秋葉 - 天王山橋 - 東戸塚駅東口

戸塚駅から秋葉経由で相鉄いずみ野線緑園都市駅へ向かう路線で、かつて横浜神奈交バスへ移管された経歴を持つ。戸塚駅～緑園都市駅線は1時間に2便程度が確保されていたが、2024年3月のダイヤ改正で1時間毎に1便へ減便となった。東戸塚駅へ向かう戸33と合わせて15分間隔が確保されている。

### 戸塚駅東口 - 舞岡方面
- 戸22：戸塚駅東口 - ブリヂストン前 - 舞岡

戸塚駅と舞岡営業所を結ぶ出入庫路線で、運行本数は管内最多である。日中時間帯は10分間隔で運行しており、平日には深夜バスも設定されている。「ブリヂストン前」はブリヂストン横浜工場のことである。

### 東戸塚駅東口 - 井土ヶ谷方面

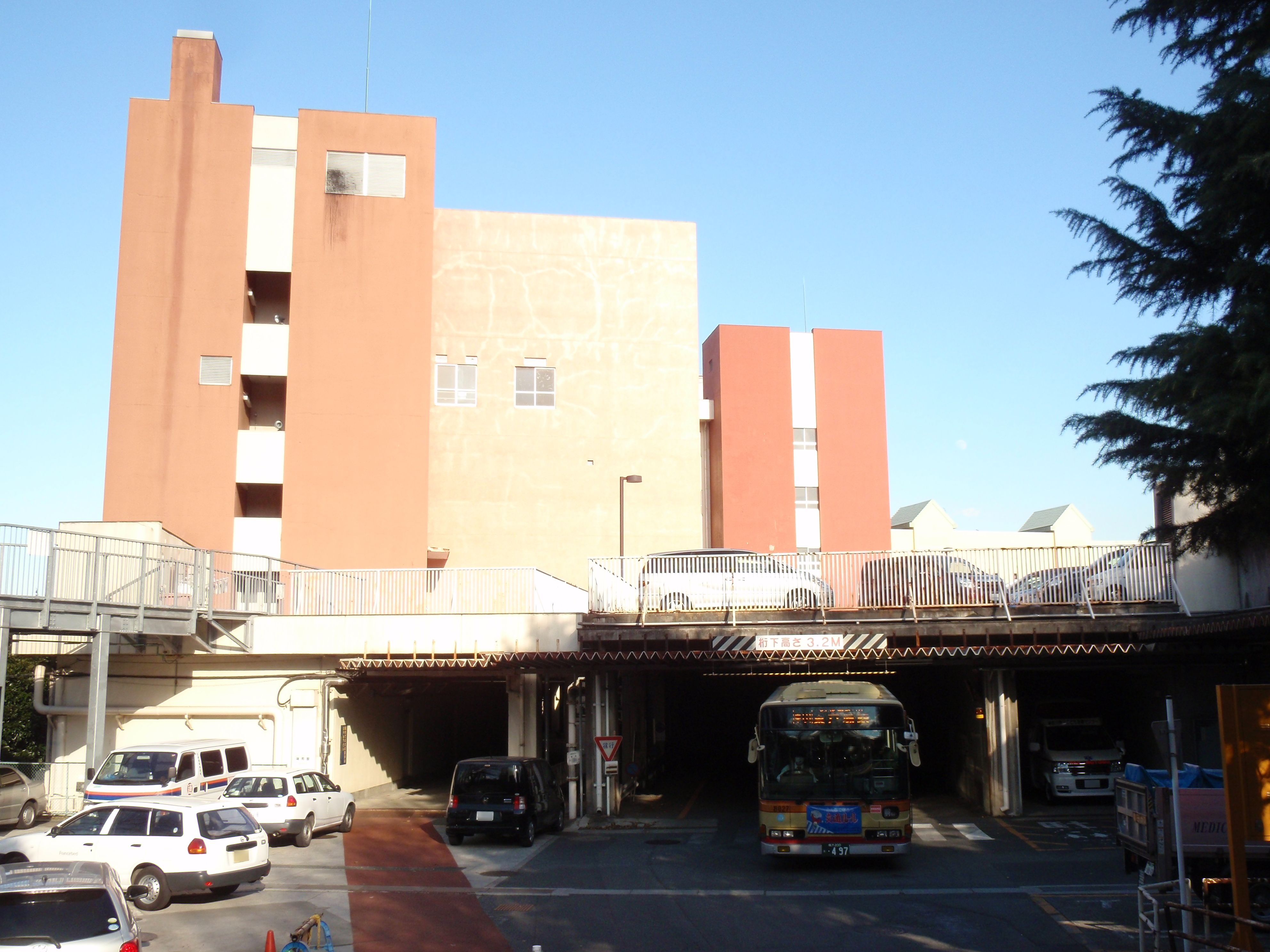
こども医療センターでは敷地内を通過 (お027)

- 東01：東戸塚駅東口 - 国道平戸 - こども医療センター - 引越坂 - 弘明寺口 - 井土ヶ谷 - 井土ヶ谷下町
- 東06：東戸塚駅東口 → 国道平戸 → 引越坂 → 弘明寺口 → 井土ヶ谷 → 吉野町駅前 → 本町四丁目 → 県庁入口（土曜・休日運休）
- 東08：東戸塚駅東口 - 国道平戸 - 引越坂 - 横浜パークタウン

東戸塚駅からこども医療センター・横浜パークタウン方面へ向かう路線群で、2003年10月20日の路線再編で東07（東戸塚駅 - 国道平戸 - 弘明寺口 - 井土ヶ谷下町）、東16（東戸塚駅 - こども医療センター - 井土ヶ谷 - 県庁入口）の代替で東01が新設された。従来は東戸塚駅と相模新橋を結ぶ路線で使用されていた系統番号で、こども医療センターでは病院敷地内を通過する。

### 東戸塚駅東口 - 保土ケ谷駅 - 横浜駅方面

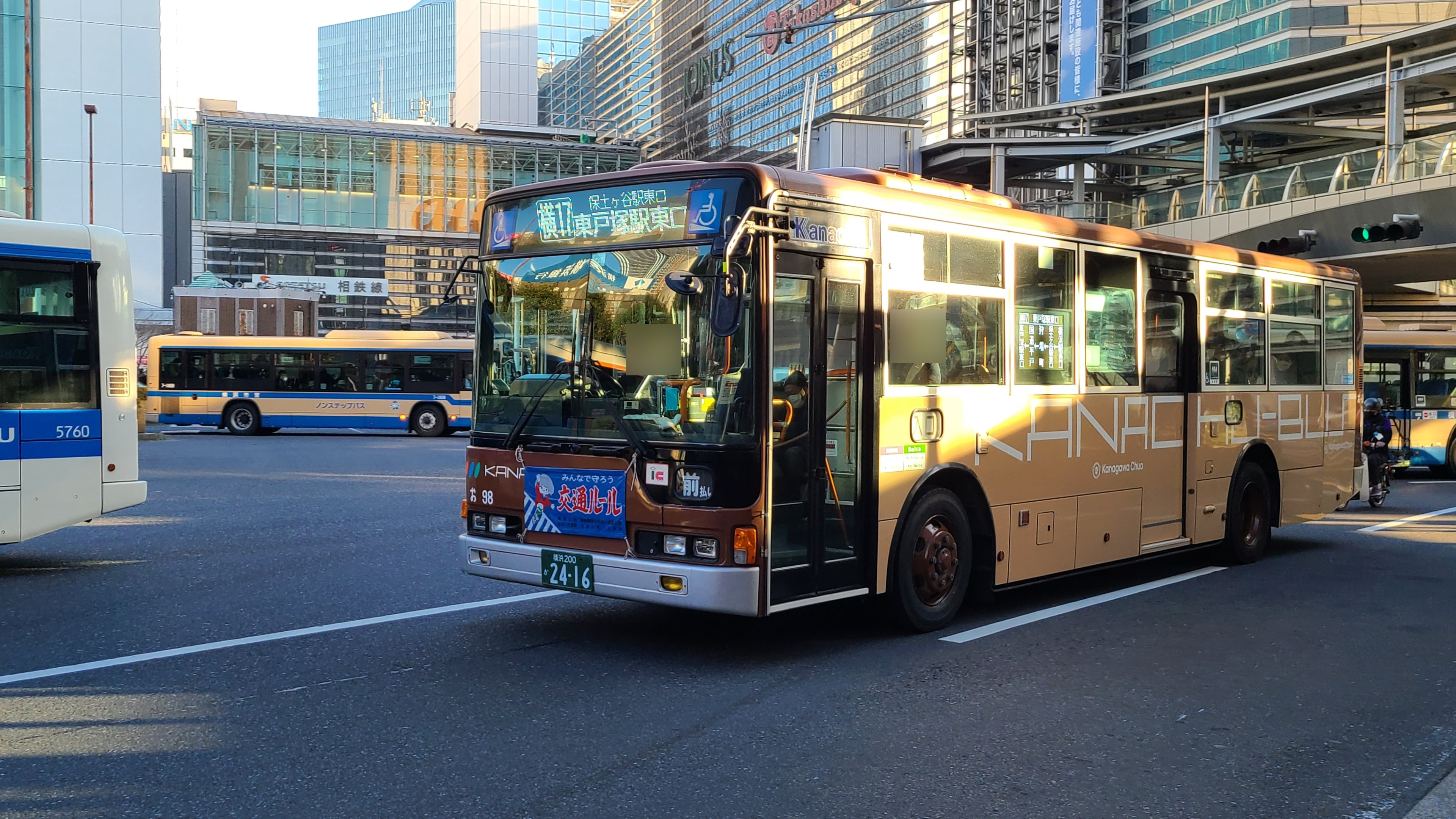
横浜駅を発車する横17 (お98)

- 横17：東戸塚駅東口 - 国道平戸 - 狩場町 - 保土ケ谷駅東口 - 水道道 - 洪福寺 - 横浜駅西口
- 東21：東戸塚駅東口 - 国道平戸 - 狩場町 - 保土ケ谷駅東口 - 水道道（土曜・休日運休）
- 205：東戸塚駅東口 - 国道平戸 - 狩場町 - 保土ケ谷駅東口（休日運休）

東戸塚駅と横浜駅を国道1号経由で結ぶ路線で、東21と205系統は区間便である。1時間に3便ほどが確保され、以前は横浜駅西口において出発・到着地が曜日によって異なっており、出発が全日に渡って第二ターミナルなのに対して、到着は平日が第一ターミナルで土曜・休日が第二ターミナルとされていたが、2017年7月25日の横浜駅西口ターミナルの乗り場変更によって終日第二ターミナル発着となった。なお、鶴屋町三丁目停留所は東戸塚駅方向のみ経由するほか、205系統は横浜市営バスとの共同運行を経て、神奈中の単独運行へ変更された。

### 東戸塚駅東口 - 平戸団地方面
- 東03：東戸塚駅東口 - 国道平戸 - 平戸団地

東戸塚駅と県営平戸団地を結ぶ短距離路線で、かつては横浜駅西口・戸塚駅東口からの路線も運行されていたが、2003年10月20日のダイヤ改正で廃止され、現在は平戸団地へ乗り入れる唯一の路線となっている。

### 東戸塚駅東口 - 川上団地方面
- 東04：東戸塚駅東口 - 川上北小学校 - 川上団地

東戸塚駅と県営川上団地を結ぶ短距離路線である。2000年10月18日に神奈川中央交通から横浜神奈交バスへ移管されたが、2017年1月1日のグループ大規模再編によって約17年ぶりに神奈川中央交通へ再移管された。運行開始当初は東戸塚駅西口発着だったが、一時期存在した東口発着便を西口発着へ統一したのち、2017年7月の戸37（戸塚駅 - 東戸塚駅 - 川上団地）の廃止と同時に全便が東口発着へ変更された。8時台から16時台まで毎時1便の運行で、東戸塚駅発は28分、川上団地発は38分発に揃えられている。

### 東戸塚駅東口 - 緑園都市駅・弥生台駅方面
- 東10：東戸塚駅東口 - 天王山橋 - さかえ橋 - 名瀬 - 緑園都市駅
- 東23：東戸塚駅東口 - 天王山橋 - さかえ橋 - 白百合台団地 - 弥生台駅

東戸塚駅から相鉄いずみ野線緑園都市駅および弥生台駅へ向かう路線で、短距離だが両端が駅であることから利用者は多い。
東10はかつての東05（初代、東戸塚駅東口 - 名瀬）を緑園都市駅まで延伸させたもので、緑園都市駅行きは後払いで東戸塚駅行きは先払いだったが、2007年2月26日から両方向で前乗り先払いに変更された。
東23は2002年に神奈川中央交通から横浜神奈交バスへ移管された自社路線で、2017年1月1日のグループ再編で横浜神奈交バスから約15年ぶりに移管された。さかえ橋まで東10と並行後に左折し、下岡津・領家地区を経由して弥生台駅へ向かう経路で、東10が1時間3便ほど確保され、その間に東23が1便加わる。

### 東戸塚駅東口 - 京急ニュータウン方面
- 東12：東戸塚駅東口 - 品濃口 - 平戸 - 上永谷駅 - 日限山 - 京急ニュータウン

東戸塚駅から横浜市営地下鉄ブルーライン上永谷駅を経由し、南舞岡地区の京急ニュータウンへ向かう路線で、1時間に1便程度の運行である。上永谷駅から先は横浜市営バスと、日限山からは江ノ電バスと三社の競合区間である。

### 東戸塚駅西口 - 新戸塚病院前循環

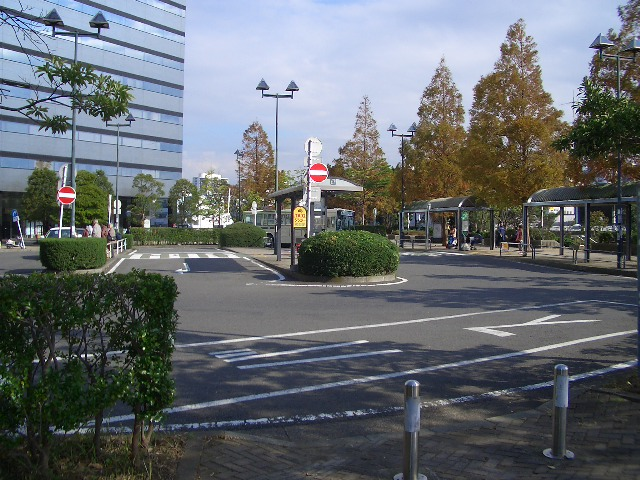
東戸塚駅西口バスターミナル

- 東16：名瀬小学校入口 → 新戸塚病院前 → ネオポリス公園 → 公園前商店街入口 → 川上インター前 → 東戸塚駅西口
- 東16：東戸塚駅西口 → 川上インター前 → 名瀬小学校入口 → 新戸塚病院前 → ネオポリス公園 → 公園前商店街入口 → 川上インター前 → 東戸塚駅西口
- 東16：東戸塚駅西口 → 川上インター前 → 名瀬小学校入口 → 新戸塚病院前 → ネオポリス公園 → 公園前商店街入口（土曜・休日運休）

東戸塚駅から西側の新戸塚病院付近を時計回りに循環運行する路線で、東戸塚駅西口を発着する唯一の路線である。早朝は循環区間の入口である名瀬小学校入口始発便が設定されているほか、平日最終便は公園前商店街入口で運行を打ち切り、東戸塚駅へ戻らない。この循環線は、かつて東15として東戸塚駅東口発着で運行されていたが、2017年7月25日のダイヤ改正によって平日始発1便を残して全便が西口発着へ変更された。

### 東戸塚駅東口 - 平戸方面（ミニバス）
- 東50：東戸塚駅東口 - 環二平戸 - 平戸 - 浩南台 - 美晴台 - 上永谷駅
- 東55：東戸塚駅東口 → 環二平戸 → 柏尾台住宅入口 → 柏尾台中央 → 上柏尾町 → 環二平戸 → 東戸塚駅東口
- 東55：柏尾台住宅入口 → 柏尾台中央 → 上柏尾町 → 環二平戸 → 東戸塚駅東口（始発）

鉄道駅と公共交通空白地帯を結ぶミニバス路線として、東戸塚駅と戸塚区上柏尾町および上永谷駅方面へ向かう。先に新設されたのは東55で2000年10月15日に開設、東50は2003年10月27日に新設され、港南区上永谷北部、芹が谷南部を経由する。

### 東戸塚駅 - 舞岡方面
- 東02：東戸塚駅東口 - 天王山橋 - 秋葉 - 不動坂 - 舞岡

東戸塚駅発着路線の出入庫便で、長らく不動坂発着だったものを2014年2月1日に舞岡まで延伸させたものである。

### 横浜駅東口 - 保土ケ谷駅 - 芹が谷方面
- 77：横浜駅東口 - 戸部駅前 - 保土ケ谷駅東口 - 狩場町 - 平戸 - 芹が谷

2006年3月27日に横浜市営バスから移管された路線で、2020年10月9日までは保土ケ谷駅東口発着便も設定されていた。

### 上大岡駅 - 芹が谷・上永谷循環

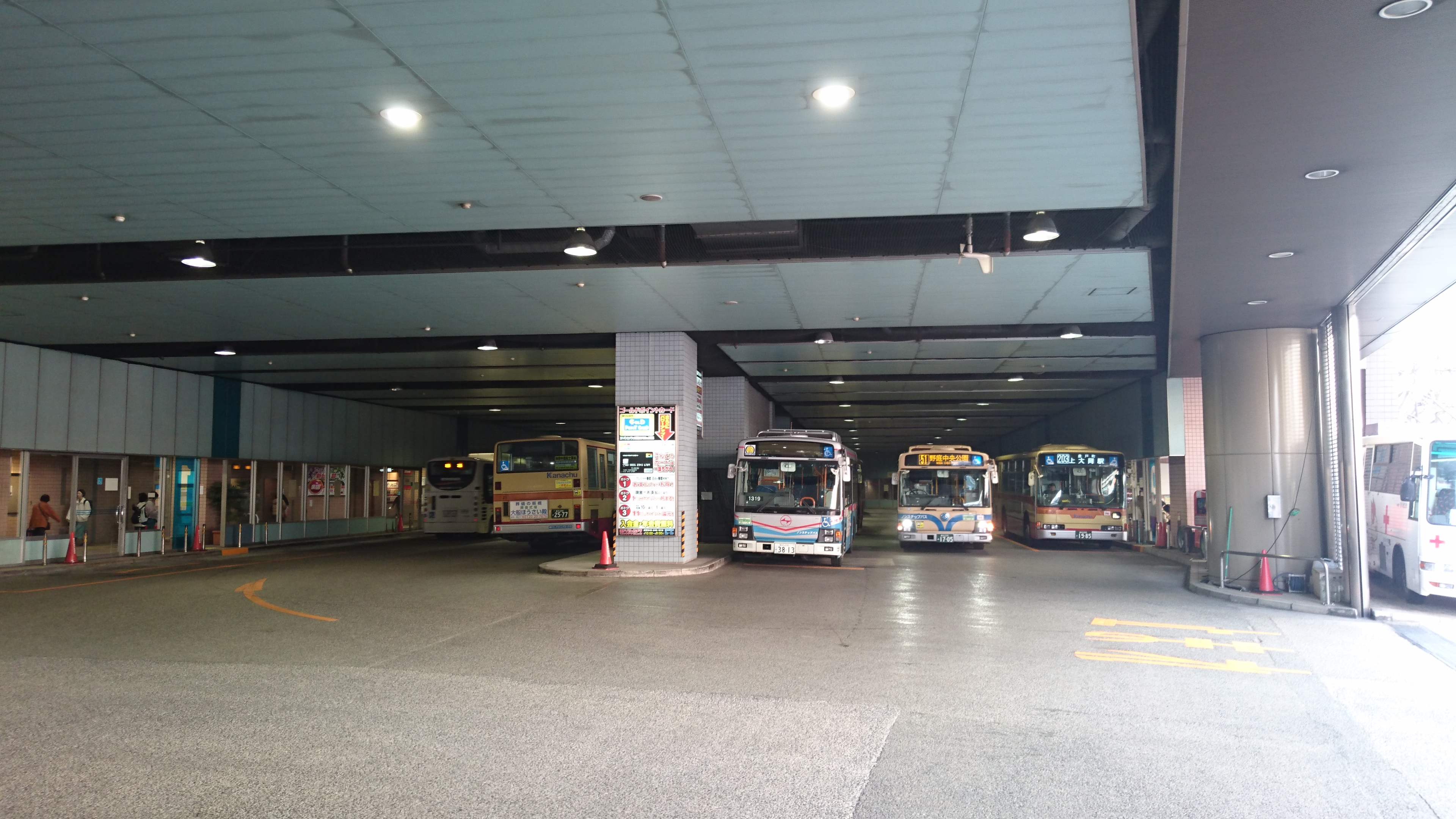
上大岡駅バスターミナル

- 30：上大岡駅 - 港南区総合庁舎前 - 吉原 - 上永谷駅 - 平戸 - 芹が谷
- 30：上大岡駅 - 港南区総合庁舎前 - 吉原 - 上永谷駅 - 平戸 - 芹が谷 - 最戸町 - 上大岡駅
- 30：上大岡駅 - 最戸町 - 芹が谷 - 平戸 - 上永谷駅
- 71：上大岡駅 - 港南区総合庁舎前 - 南高校前 - 平戸 - 芹が谷 - 最戸町 - 上大岡駅
- 71：上大岡駅 - 港南区総合庁舎前 - 南高校前 - 平戸 - 芹が谷
- 71：上大岡駅 - 最戸町 - 芹が谷
- 上96：上大岡駅 → 最戸町 → 芹が谷 → 平戸 → 不動坂（深夜バス）

京急本線上大岡駅から芹が谷方面を循環運行する路線で、上96を除いて横浜市営バスとの共同運行路線だった。開設当初、神奈中は上記の循環路線のみ担当しており、203系統（上大岡駅 - 最戸町 - 芹が谷 - 平戸 - 東戸塚駅）と共に横浜営業所の担当だったが、2001年の笹下車庫閉鎖によって共同運行となり、2003年12月に舞岡営業所へ集約された。その後、30系統のうち上永谷駅発着の区間便に加え、2005年7月4日に芹が谷発着便も移管によって担当を開始したが、同年11月28日には休日全便が神奈中へ移管、2006年1月30日に全便が移管された。現在設定されていない30系統（上大岡駅 - 吉原 - 上永谷駅）は舞01へ変更されたのち、廃止されて現存しない。
30系統の姉妹路線として神奈中のみが運行していた上31（初代）が存在しており、こちらは上永谷駅を通らずに30系統と同じ経路で上大岡駅へと向かう路線だったが、こちらも元は横浜営業所笹下操車場の担当だった。上96は2005年に廃止された69系統（上大岡駅 - 芹ヶ谷 - 平戸 - 不動坂 - 戸塚駅）の区間便で、203系統が舞岡営業所へ移管された際に東戸塚駅からの折返入庫便として新設されたものである。笹下車庫閉鎖後は日中時間帯にも運行していたが、2003年10月20日のダイヤ改正で深夜バス専用路線となった。

### 上大岡駅 - 南高校 - 平戸 - 東戸塚駅方面
- 上202：上大岡駅 - 港南区総合庁舎前 - 南高校前 - 平戸 - 東戸塚駅東口
- 203：上大岡駅 - 最戸町 - 芹が谷 - 平戸 - 東戸塚駅東口
- 203：芹が谷 → 平戸 → 東戸塚駅東口
- 206：東戸塚駅東口 → 平戸 → 芹が谷 → 最戸町 → 弘明寺 → 蒔田駅前 → 井土ヶ谷 → 弘明寺 → 最戸町 → 芹が谷 → 平戸 → 東戸塚駅東口（土曜・休日運休）

前述の循環路線と同様に横浜市営バスとの共同運行だった路線だが、こちらは当初は全線通し運行のみ担当していた。2001年の笹下車庫閉鎖によって横浜営業所と共同運行となり、2003年10月20日のダイヤ改正で舞岡営業所へ全便移管された。同時に芹が谷始発の区間便も移管された。2006年1月30日より、206系統が横浜市営バスより移管された。
上202は下記の203系統と異なり、神奈川中央交通単独で新設された路線で、「系統頭文字＋3桁の数字」は他に厚105などが存在するが、こちらは203系統の関連路線という意味合いで付けられたものと思われる。

### 上大岡駅 - 日野ヶ丘循環
- 上31：上大岡駅 → 港南区総合庁舎前 → 吉原 → 日野ヶ丘中央 → 公務員住宅中央 → 下野庭三田 → 公務員住宅中央 → 日野ヶ丘中央 → 下車ヶ谷 → 吉原 → 港南区総合庁舎前 → 上大岡駅
- 上31：上大岡駅 → 港南区総合庁舎前 → 吉原 → 日野ヶ丘中央 → 公務員住宅中央 → 下野庭三田
- 上31：公務員住宅中央 → 下野庭三田 → 公務員住宅中央 → 日野ヶ丘中央 → 下車ヶ谷 → 吉原 → 港南区総合庁舎前 → 上大岡駅

2011年10月11日から約2ヶ月間の実証運行路線として新設され、2012年4月2日より正式に運行が開始された循環路線。上大岡駅と公共交通機関空白地帯だった日野ヶ丘地区を結ぶ。全便が中型車での運行。「下車ヶ谷」停留所は「かしゃげと」と読む。なお、2011年に新設された「上31」系統は2代目であり、偶然にも先代・2代目ともに循環路線であるという共通点がある。

### 舞岡 - 上永谷駅 - 上大岡駅方面

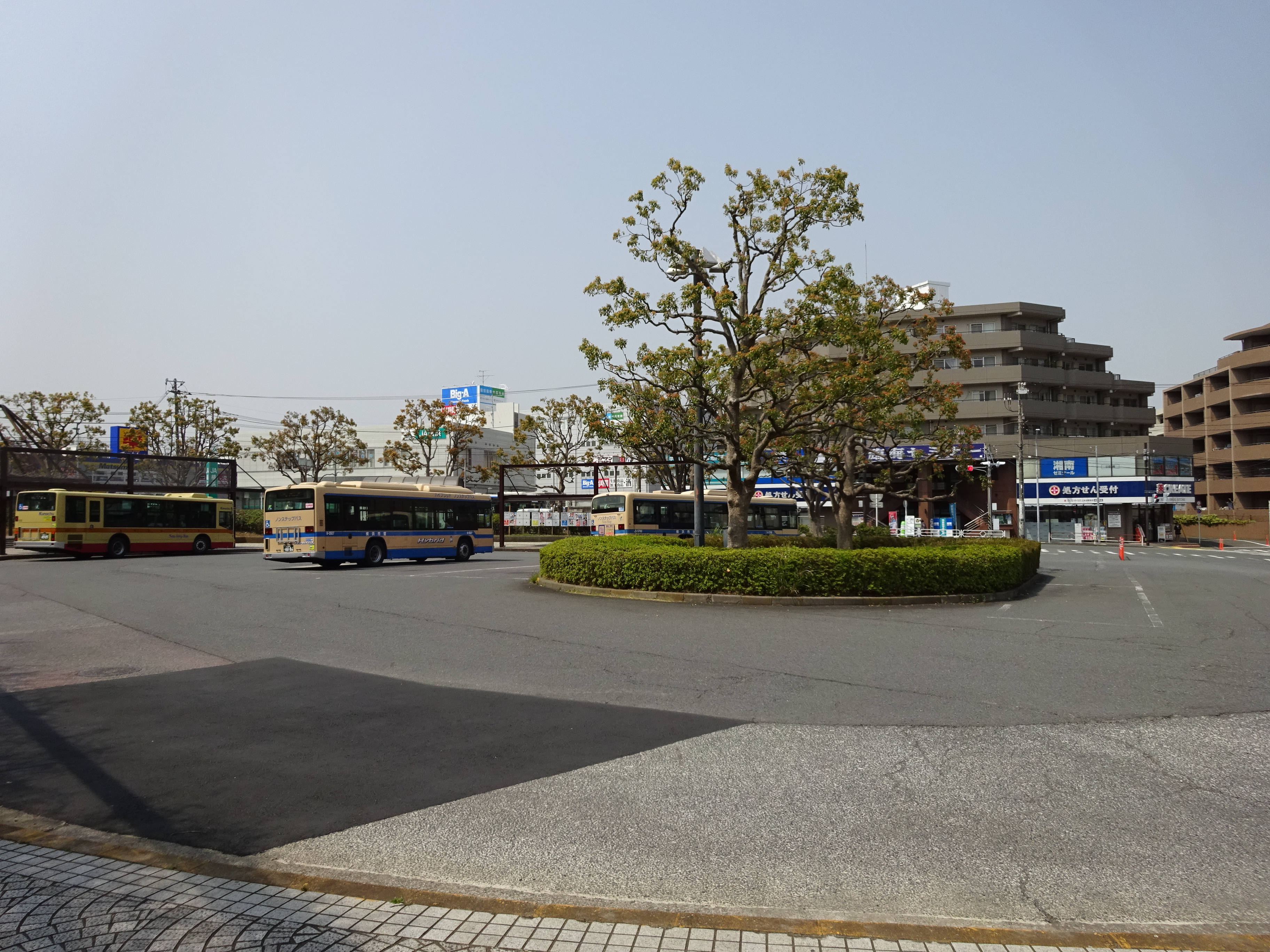
上永谷駅前バスロータリー

- 舞01：舞岡 - スポーツ公園前 - 日限山 - 上永谷駅 - 吉原 - 港南区総合庁舎前 - 上大岡駅
- 舞01：舞岡 - スポーツ公園前 - 日限山 - 上永谷駅

2012年9月3日に新設された舞岡発着路線で、上大岡駅 - 舞岡間の回送の一部を営業化したものである。上永谷駅と日限山（ひぎりやま）を結ぶ路線は横浜市営バス・江ノ電バスを含めて全て京急ニュータウン発着だったが、この路線の新設によって初めて京急ニュータウンへ向かわない路線が登場した。どちらも出入庫路線のため、運行間隔・本数は不均等である。

### 井土ヶ谷下町 - 南永田団地・横浜パークタウン方面
- 井11：井土ヶ谷下町 - 井土ヶ谷 - 弘明寺口 - 大池 - 南永田団地
- 井12：井土ヶ谷下町 - 井土ヶ谷 - 弘明寺口 - 大池 - 引越坂 -（横浜パークタウン第一降車場→）- 横浜パークタウン
- 井12：井土ヶ谷下町 → 井土ヶ谷 → 弘明寺口 → 大池 → 引越坂 → 横浜パークタウン第一降車場

井11・12は井土ヶ谷下町と弘明寺口（弘明寺駅）と各集合住宅を結ぶ路線で、井12については横浜パークタウン到着が午前10時までの便は第一降車場で運転を打ち切る。井11はかつて深夜便も設定されていたが、2022年に廃止されている。

### 井土ヶ谷下町 - こども医療センター方面
- 井10：井土ヶ谷下町 - 井土ヶ谷 - 弘明寺口 - 別所中里台 - こども医療センター

別所中里台経由で井土ヶ谷下町とこども医療センターを結ぶ路線で、中型車で運行される。

### 磯子駅 - 弘明寺 - 蒔田中学校方面
- 60：磯子駅前 → 磯子台 → 仲久保 → 弘明寺 → 蒔田駅前 → 蒔田中学校前
- 60：蒔田中学校前 → 弘明寺 → 仲久保 → 磯子台 → 磯子駅前

磯子駅から弘明寺・蒔田中学校を運行する路線で、2007年4月1日に横浜市営バスから移管された。磯子駅から弘明寺までは狭隘路線で、蒔田駅付近が円状の経路となっている。11系統（桜木町駅 - 保土ケ谷駅）と同様に、神奈川中央交通での運行開始当初からGPSによるバスロケーションシステムが導入されている。かつては「南区役所循環」と称していたが、南区役所の移転によって「蒔田駅前循環」の運行に変わった。
2021年2月1日より、夜の2便が蒔田中学校前発着へ変更され、区間運行になっている。
当系統では横浜市営バスからの移管後も「磯子駅前」と案内されている。横浜市営バスの案内では駅名や建物名称に「前」が伝統的に付けられており、磯子駅を通る他路線でも「磯子駅前」と案内されている。
横浜市生活交通バス路線維持制度の対象路線となるため、3年毎に状況を鑑みながら運行されている。

## 廃止・移管路線
停留所名称は廃止当時のまま記述する。

### 一般路線
- 横15：横浜駅西口 - 洪福寺 - 水道道 - 保土ケ谷駅東口 - 狩場町 - 坂下口 - 平戸団地

横浜駅から東戸塚駅南部の平戸団地へ向かう路線。2003年10月20日のダイヤ改正で廃止され、東戸塚駅発着の東03へ代替された。
- 横32：横浜駅西口 - 岡沢町 -（横浜新道）- 歌舞伎台 - 戸塚駅西口

戸塚営業所管内では唯一の横浜駅乗り入れ路線で有料道路経由が特徴だった。なお、舞岡へ移管されたのは廃止直前だった。
- 横41：横浜駅東口 - 西平沼橋 - 保土ケ谷駅東口 - 狩場町 - 国道平戸 - 不動坂 - 戸塚駅東口

2003年10月20日のダイヤ改正で廃止された。横浜駅方向では高島トンネルを経由するため、戸部駅には停車できなかった。
- 横44（初代）：井土ヶ谷下町 → 井土ヶ谷 → 弘明寺口 → 引越坂 → こども医療センター → 山谷 → 不動坂 → 戸塚駅東口

横浜系統だが井土ヶ谷下町始発で、井11・12の入庫便として戸塚駅方向のみ運行された。2003年10月20日に廃止されたが、系統番号のみ現在も使用されている。
- 横47：横浜駅西口 - 洪福寺 - 水道道 - 保土ケ谷駅東口 - 狩場町 - 国道平戸 - 不動坂（休日運休）

2001年12月16日に笹下車庫が閉鎖されたことで横浜駅から国道16号線方面への路線を移管されたため、それらの出入庫として新設された。2005年11月28日に廃止されたが休日運休のため、最終運行日は11月26日だった。
- 横51：横浜駅西口 - 梅の木 - 鴨居町 - 中山駅
- 横52：横浜駅西口 - 鶴ヶ峰駅 - 川井宿 - 中山駅

横浜駅から横浜線中山駅方向へ向かう路線で、中山営業所へ移管された。
- 横61：横浜駅東口 - 本町四丁目 - 弘明寺 - 上大岡駅 - 港南区役所・笹下町
- 戸04：戸塚駅東口 - 不動坂 - 平戸 - 南高校 - 上大岡駅 - 弘明寺 - 吉野町駅 - 本町四丁目 - 県庁入口

かつては横浜営業所の担当であったが、笹下車庫の廃止と同時に舞岡に移管された。
上07（上大岡駅 - 不動坂 - 戸塚駅）を延伸させた路線だが、平日・土曜早朝の1往復だけ残されたのち、2002年12月23日に廃止された。
- 戸11：戸塚駅東口 - 不動坂 - 岡津 - 新橋町 - 相模新橋
- 戸12（初代）：戸塚駅東口 - 不動坂 - 岡津 - 白百合台団地
- 戸12（二代）：戸塚駅東口 - 不動坂 - 岡津 - 西田橋 - 弥生台駅

2000年に戸塚営業所から移管されて横浜神奈交バスへ委託されたが、2003年10月20日に戸塚営業所へ再移管された。
- 戸13（初代）：戸塚駅東口 - 不動坂 - 岡津 - 新橋町 - 相模新橋 - 柳明

柳明は阿久和団地から東海道新幹線を挟んだ北部にある停留所で、現・戸13などが経由する。現在は戸塚営業所が「戸塚駅東口 - 相模新橋 - 上飯田車庫」として運行中である。
- 戸15：戸塚駅東口 - 不動坂 - 岡津 - 新橋町 - 自動車学校前 - いずみ野駅
- 戸16（初代）[9]：戸塚駅東口 - 不動坂 - 岡津 - 新橋町 - 相模新橋 - 阿久和 - 瀬谷駅
- 戸17（初代）：戸塚駅東口 - 不動坂 - 秋葉 - 名瀬
- 戸17（二代）：戸塚駅東口 - 不動坂 - 岡津 - 新橋町 - 相模新橋 - 湘南泉病院 - 阿久和 - 三ツ境駅

戸塚駅から相鉄線方面への路線で、1999年9月13日に全て戸塚営業所へ移管、戸15・16（初代）は移管後の2003年に廃止されている。
- 戸18（初代）：戸塚駅東口 - 不動坂 - 岡津 - 新橋町 - 相模新橋 - 阿久和 - 三ツ境駅 - 三ツ境東原住宅

運行当時は三ツ境駅ロータリーでの折返しが不可能だったため、三ツ境東原住宅まで運行されていた。1999年9月13日に廃止後、系統番号は戸塚営業所が使用している。
- 戸19：戸塚駅東口 - 不動坂 - 岡津 - 新橋町 - 相模新橋 - 阿久和 - 三ツ境駅
- 戸20：戸塚駅東口 - 不動坂 - 岡津 - 新橋町 - 相模新橋 - 阿久和 - 宮沢

1999年9月13日に戸塚営業所へ移管され、戸20は移管後の2003年に廃止されている。
- 戸25：戸塚駅東口 → 不動坂 → 国道平戸 → こども医療センター（平日運休）

戸塚駅土曜・休日の最終便で運行されていたこども医療センター止まりで、横44（戸塚駅 - こども医療センター - 横浜駅）の区間便である。2022年1月15日のダイヤ改正で戸塚駅方向のみの運行へ変更された。
- 戸27：戸塚駅東口 - 不動坂 - 品濃口 - 坂下口 - 平戸団地

戸塚駅から東戸塚駅南部の平戸団地へ向かう路線。2003年10月20日のダイヤ改正で東戸塚駅発着の東03へ代替廃止された。
- 戸28：水道道 - 保土ケ谷駅東口 - 狩場町 - 坂下口 - 平戸団地
- 戸29：戸塚駅東口 - 不動坂 - 国道平戸 - 狩場町 - 保土ケ谷駅東口 - 水道道

保土ケ谷駅東口ターミナルが整備される前の経路で、戸29は横46（横浜駅 - 保土ケ谷駅 - 不動坂 - 戸塚駅）の区間便だった。
- 戸30：戸塚駅東口 - 不動坂 - 国道平戸 - 狩場町 - 八幡橋 - 保土ケ谷駅西口

一方通行の保土ケ谷駅西口商店街を経由していたが、当路線と旭8（相鉄バス）のみ双方向通行が許可されていた。当時の神奈川中央交通は系統番号を採用していなかったが、その後「戸30」として記載された。
- 戸36：戸塚駅東口 - 品濃町 - 東戸塚駅東口
- 戸37：戸塚駅東口 - 不動坂 - 秋葉 - 天王山橋 - 東戸塚駅東口 - 川上団地

戸塚駅から川上団地への直通路線で、以前は横浜神奈交バスに移管されていたが、2017年1月のグループ再編で神奈川中央交通担当へ変更された。2017年7月25日に東戸塚駅で分断し、戸33・東04へ代替廃止された。
- 戸39：戸塚駅東口 - 不動坂 - 岡津 - 領家谷 - 白百合台団地 - 弥生台駅

2000年に戸塚営業所から移管されて横浜神奈交バスへ委託されたが、2003年10月20日に戸塚営業所へ再移管された。
- 戸40：戸塚駅東口 - 不動坂 - 岡津 - 新橋町 - 相模新橋 - 阿久和 - ひなた山

ひなた山から先の上飯田車庫まで延伸される形で、戸13に代替廃止された。
- 東01（初代）：東戸塚駅東口 - 天王山橋 - 岡津 - 相模新橋

相模新橋で折り返していたが、三ツ境駅まで延伸されて東09へ変更された。
- 東02（初代）：東戸塚駅東口 - 岡津 - 白百合台団地

弥生台駅へ延伸され、東22へ変更された。
- 東05（初代）：東戸塚駅東口 - 名瀬
- 東05（二代）：東戸塚駅西口 - ソニー研究所 - 横浜駅西口（土曜・休日運休）

東戸塚駅から横浜新道経由で横浜駅を結ぶ路線で、前述の横32を短縮する形で運行が開始されるも、2003年12月1日に廃止された。全区間が相鉄バス旭16（川上団地 - 東戸塚駅 - 横浜新道 - 横浜駅）と並走していたが、共通定期券の取り扱いは行われておらず、最末期は1日1往復のみだった。
- 東06：県庁入口 → 本町四丁目 → 吉野町駅前 → 井土ヶ谷 → 弘明寺口 → 引越坂 → 国道平戸 → 東戸塚駅東口

2003年10月20日のダイヤ改正で県庁入口方向の片道運行に変更された。
- 東07：東戸塚駅東口 - 品濃口 - 国道平戸 - 引越坂 - 弘明寺口 - 井土ヶ谷 - 井土ヶ谷下町
- 東09：東戸塚駅東口 - 天王山橋 - 相模新橋 - 三ツ境駅

東01（初代）を三ツ境駅まで延伸させた路線だが、2003年10月20日のダイヤ改正で廃止された。
- 東11：東戸塚駅西口 - ソニー研究所

東05（二代）の区間便だったが、2003年3月28日に廃止された。
- 東13：東戸塚駅東口 - 天王山橋 - 岡津 - 相模新橋 - 立場 - 泉区役所 - いずみ中央駅

東戸塚駅から泉区北部を経由していずみ中央駅へ向かっていた。当初は泉区役所までの運行だったが相鉄いずみ野線延伸時に延長され、1990年代に廃止された。
- 東16（初代）：東戸塚駅東口 - 品濃口 - 国道平戸 - こども医療センター - 引越坂 - 弘明寺口 - 井土ヶ谷 - 吉野町駅 - 本町四丁目 - 県庁入口

東06（東戸塚駅 → 県庁入口）の姉妹系統で日中に運行されていたが、現在は廃止され、系統番号は東戸塚駅から名瀬方面へ向かう系統で使われている。
- 上07：上大岡駅 - 南高校 - 平戸 - 不動坂 - 戸塚駅東口

69系統（上大岡駅 - 芹ヶ谷 - 戸塚駅）の姉妹路線で南高校を経由だった。国道1号線の渋滞によって定時制確保が困難となり、2005年4月25日に69系統と共に廃止された。
- 上31（初代）：上大岡駅 - 芹が谷 - 平戸 - 吉原 - 上大岡駅

30系統と異なり、上永谷駅を経由しなかった。現在は系統番号が日野ヶ丘循環路線で使用される。
- 保04：保土ケ谷駅東口 - 狩場町 - こども医療センター
- 保05：保土ケ谷駅東口 - 狩場町 - 坂下口 - 平戸団地
- 中50：中山駅 - 青砥 - 川和町 - 市が尾駅
- 中53：中山駅 - 川井宿 - 鶴ヶ峰駅

現在は中山営業所へ移管された。
- 水01：水道道 - 保土ケ谷駅東口 - 狩場町 - こども医療センター

こども医療センター開設によって新設されたが、保土ケ谷駅東口バスターミナル開設後は保04へ変更された。なお、神奈川中央交通における系統番号採用後は「水01」として記載された。
- 井14：井土ヶ谷下町 → 井土ヶ谷 → 弘明寺口 → 引越坂 → 横浜パークタウン → 引越坂 → 国道平戸 → 不動坂（深夜バス）

平日・土曜に運行された深夜バスで、2020年5月11日のダイヤ改正で廃止されたが、最終運行日は5月9日だった。
- 62：横浜駅西口 -（急行）- 千丸台団地

2001年12月16日に横浜営業所から移管されたが、大和営業所との共同運行を経て2006年3月27日に大和営業所へ移管された。
- 69：上大岡駅 - 芹ヶ谷 - 平戸 - 不動坂 - 戸塚駅東口

かつては横浜市営バスとの共同運行路線であったが、市営便が芹が谷発着に短縮された後、2005年4月25日に上07と共に神奈中便が全便廃止され、戸塚駅と芹ヶ谷・上大岡駅を結ぶ路線が消滅した。また、この系統と上07系統の廃止とともに戸塚駅東口バスターミナル1番乗り場から発着する路線が全便廃止され、降車専用になった。
- 204：上大岡駅 - 吉原 - 上永谷駅 - 平戸 - 東戸塚駅東口

横浜市営バスとの共同運行路線だったが1990年代から神奈川中央交通単独で運行していた。
- 臨時：横浜パークタウン - 引越坂 - 南永田団地 - 弘明寺口 - 井土ヶ谷 - 本町四丁目 - 桜木町駅 - 横浜駅東口

1995年頃に設定された期間限定の買物バスで、横浜パークタウン・南永田団地と横浜駅を結んでいた。

### 空港連絡バス
運休直前時点のデータ

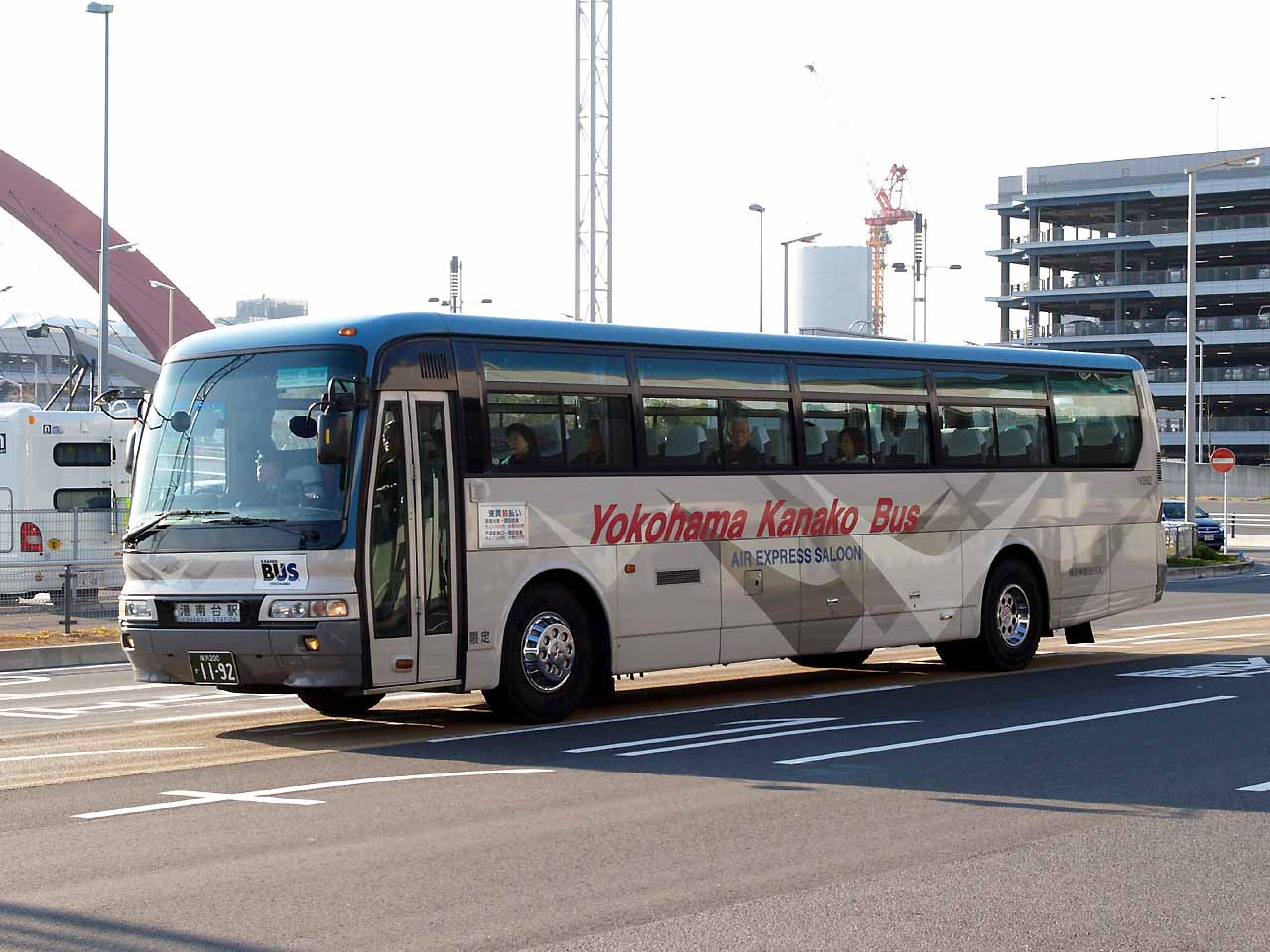
空港リムジンバス専用車
横浜神奈交バス時代の塗装
戸塚・港南台 - 羽田空港線 (YK8112)

- 戸塚羽田線：戸塚駅 - 港南台駅 - 羽田空港（京浜急行バスと共同運行）
- 東戸塚羽田線：港南台駅 - 上永谷駅 - 東戸塚駅 - 羽田空港（京浜急行バスと共同運行）

管内主要駅から羽田空港へ向かう空港リムジン路線。で、2003年7月18日に港南台駅発着が新設、2004年12月1日に戸塚駅発着が設定された。2015年4月1日からは早朝の戸塚駅発・港南台駅発、夜間の戸塚駅行を除き大部分が上永谷駅・東戸塚駅経由になった。横浜神奈交バスとして開業した路線で、2017年1月1日に横浜神奈交バスから移管された。
京急側は、京浜急行電鉄→京浜急行バス→横浜京急バス→京浜急行バスと、担当事業者が変遷している。
新型コロナウイルス感染拡大の影響により、2020年4月16日より一部便を運休。同年4月21日より運休便を追加。同年7月16日から一部運行を再開した。2021年5月20日から全便運休となったが、運行を再開することなく2022年2月28日限りで廃止。2021年5月19日が事実上の最終運行日となった。

### 深夜急行バス
運休直前時点のデータ
- 大船線：東京駅八重洲南口 → バスタ新宿 → 横浜駅西口 → 保土ケ谷駅東口 → 東戸塚駅東口 → 上永谷駅 → 港南台駅 → 大船駅東口

2013年9月30日より運行開始した深夜急行バス路線。東京都内は乗車のみ、保土ケ谷駅以降は降車のみ、横浜駅のみ乗車・降車両方が可能であった。横浜神奈交バスとして開業した路線で、2017年1月1日に横浜神奈交バスから移管された。
新型コロナウイルス感染症の影響により、2020年4月13日より全便運休。その後運行を再開することなく2023年3月31日をもって路線廃止。2020年4月10日が事実上の最終運行日となった。

## 車両

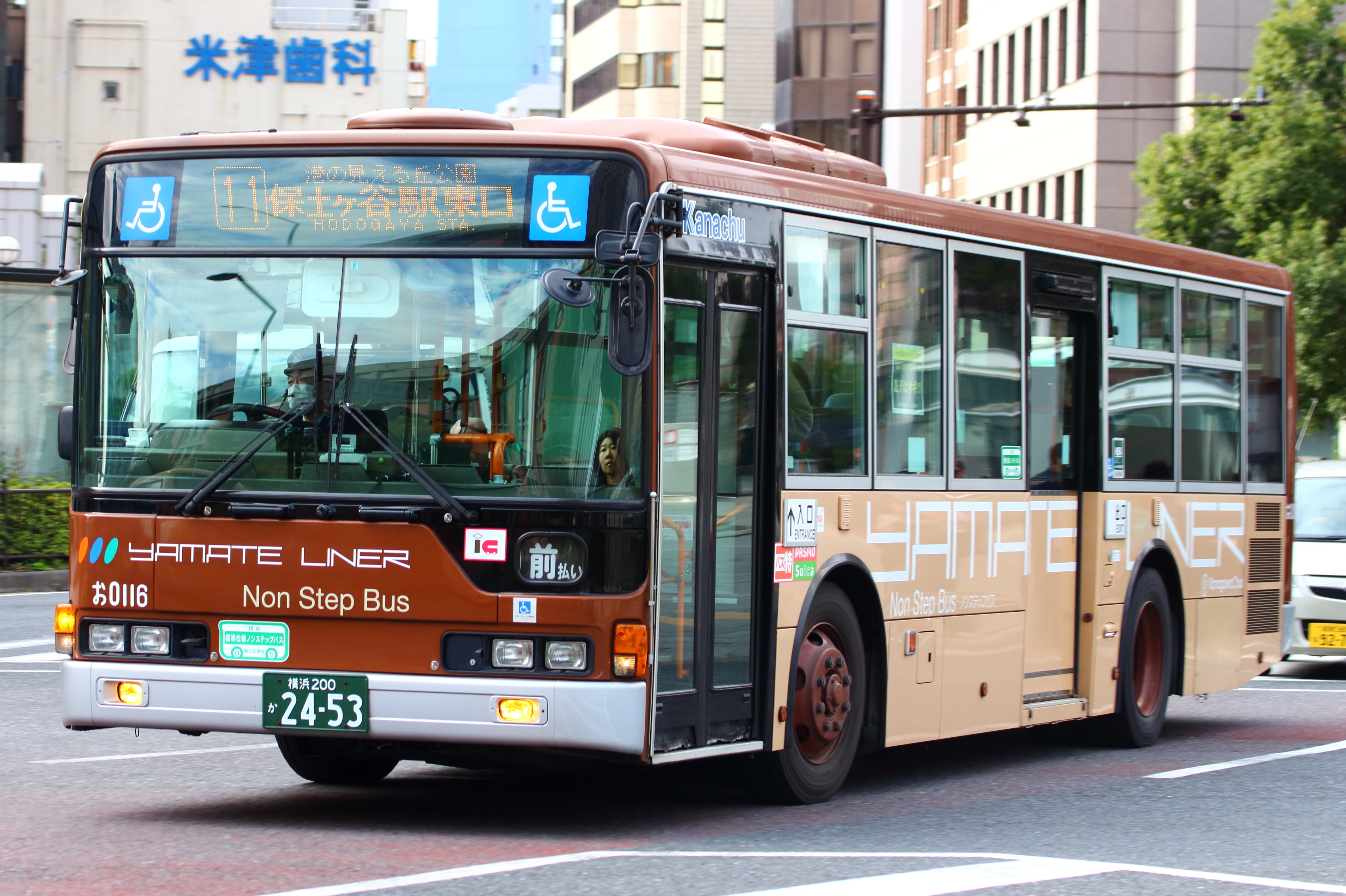
YAMATE LINER塗装の三菱ふそうエアロスター (お0116)

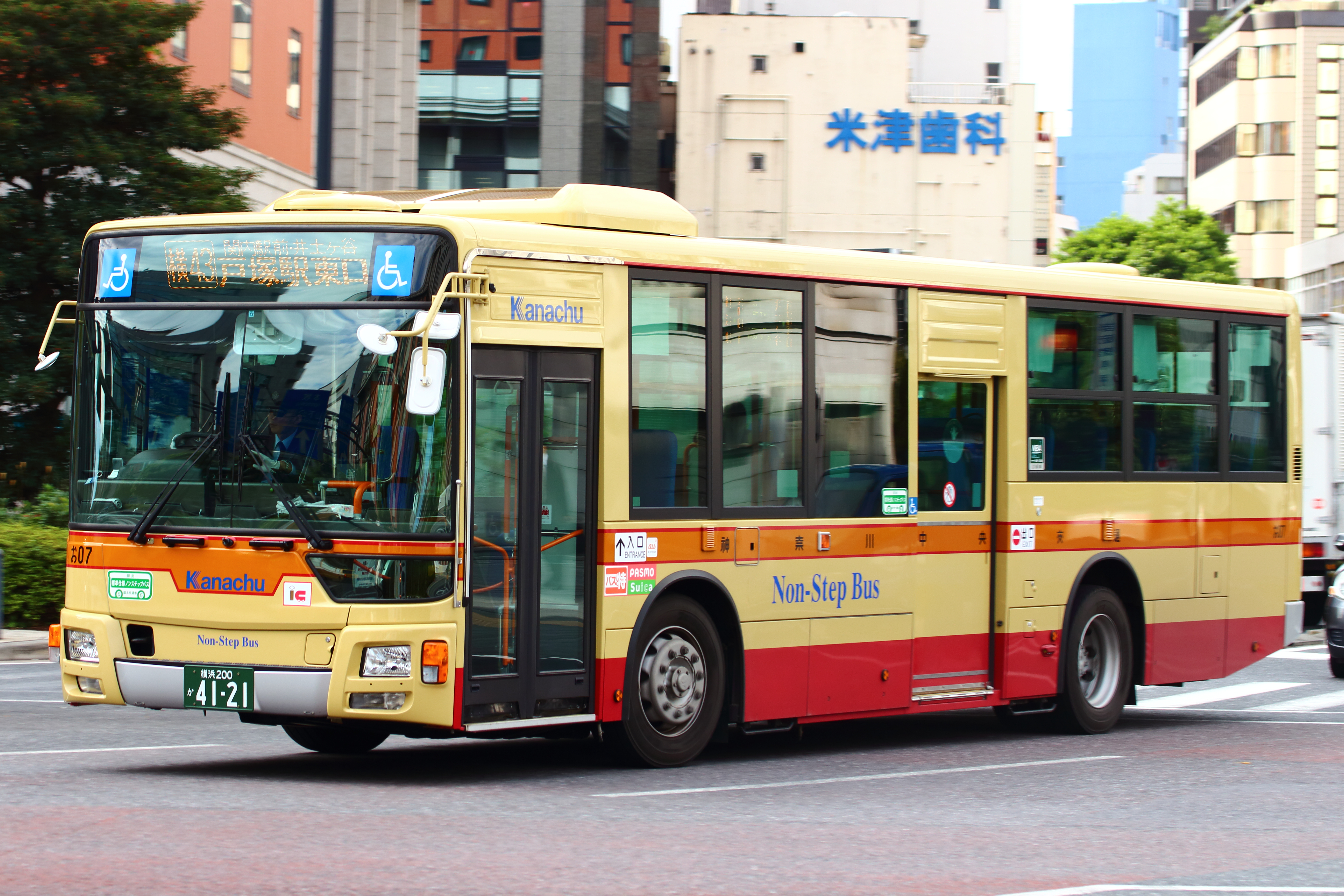
三菱ふそうエアロスター (お07)

上大岡駅発着路線や横43（横浜駅 - 桜木町駅 - 井土ヶ谷 - 国道平戸 - 戸塚駅）などの本数が多い路線を管轄しており、在籍車両も多数である。一般路線車の主力は大型車で、神奈川中央交通の他の営業所と同様に三菱ふそう・エアロスターが大多数を占める。
かつては日産ディーゼル車も多く配置されたが、すでに全廃されている。ただし、日産ディーゼルから三菱ふそうへのOEM供給車であるエアロスターS、エアロミディS（いずれも西日本車体工業製の車体を架装）が少数在籍している。
またかつては日野自動車製のハイブリッドノンステップバスとしてブルーリボンシティハイブリッドが4台在籍していたが、すでに全廃となっている。
いすゞ自動車製の車両は、中型車のエルガミオが在籍する。
小型車は、東戸塚駅発着のミニバス路線（東50・55）用として日野・ポンチョが在籍する。過去にはレインボーRBやリエッセも在籍した。三菱ふそう・エアロミディMEは、2015年12月に大和営業所中山操車所へ転属した。
2007年に横浜市営バスから移管された11系統（桜木町駅 - 保土ヶ谷駅）には、茶色とクリーム色のカラーリングを纏い「YAMATE LINER」のロゴが付いた専用塗装車が12台用意された。当初は標準尺ワンステップバスが投入されたが、2ヶ月も経たないうちに同数の短尺ノンステップバスが投入され、ワンステップバスは大半がロゴを「KANACHU-BUS」に変更し、11系統以外の路線でも使用されるようになったほか、現在は1台が伊勢原営業所に運転訓練車として転属された。「YAMATE LINER」ロゴの車両については、11系統に加え同じく横浜市営から移管された60系統にも使用されている。
また、特定輸送用に、日野ポンチョ（フォートンヒルズ送迎車）、三菱ふそうローザ（フォートンヒルズ送迎車）、三菱ふそうエアロスター（雙葉小学校スクールバス）、三菱ふそうエアロミディ（雙葉小学校スクールバス）等が在籍する。
その他、空港リムジン用高速車も在籍する。いずれも横浜神奈交バスからの移籍車で、移籍後に社番が改番されている。
2023年11月から変更の新規カラーデザイン車両は当営業所に最初の1両が配属され運行を開始した。(お30)